# Cynandra aethiopa
Cynandra aethiopa är en fjärilsart som beskrevs av Fabricius 1793. Cynandra aethiopa ingår i släktet Cynandra och familjen praktfjärilar. Inga underarter finns listade i Catalogue of Life.